# Giải bóng đá vô địch quốc gia Quần đảo Cook 1981
Giải bóng đá vô địch quốc gia Quần đảo Cook 1981 là mùa giải thứ 12 được ghi nhận của giải đấu bóng đá cao nhất ở Quần đảo Cook, với việc không rõ kết quả ở các mùa giải từ 1951 đến 1969. Titikaveka giành chức vô địch lần thứ 11, lấy lại danh hiệu từ Avatiu, đội đã vô địch mùa giải trước.